# Led (Akta X)
Led (v anglickém originále Ice) je osmá epizoda první série amerického sci-fi seriálu Akta X. Premiéru měla na televizní stanici Fox 5. listopadu 1993.
Scénář epizody napsal Glen Morgan a James Wong, režíroval David Nutter. Hlavními postavami seriálu jsou zvláštní agenti FBI Fox Mulder (David Duchovny) a Dana Scullyová (Gillian Andersonová), kteří pracují na případech spojených s paranormálními jevy, tzv. Akty X. V této epizodě vyšetřují smrt aljašského výzkumného týmu. Agenti a jejich doprovodný tým objeví existenci mimozemských parazitických organismů, které vyvolávají u jejich hostitelů impulsivní záchvaty vzteku. Epizoda byla inspirována článkem v Science News o vykopávkách v Grónsku. Epizoda překročila svůj výrobní rozpočet i přesto, že je to epizoda, která by měla ušetřit peníze tím, že se natáčelo na jednom místě.

## Dějová linie
Na základně Icy Cape, na Aljašce se masově zavraždí týmu geofyziků. Zvláštní agenti FBI Fox Mulder a Dana Scullyová mají za úkol zjistit, co se zde stalo. Spolu s nimi je lékař Dr. Hodge, toxikolog Dr. DaSilva, geolog Dr. Murphy a Bear (jejich pilot). Spolu s těly vědců skupina najde psa, který zaútočí na Muldera a Beara. Scullyová si všimne černých uzlin na jeho kůži a má podezření, že může být napaden dýmějovým morem. Také si všimne, že se pod jeho kůži cosi pohybuje. Bear onemocní a na jeho těle jsou podobné uzliny. Pitva neodhalí žádné takové uzlíky na tělech vědců.
Murphy najde základní vzorek ledu, u kterého se předpokládá, že pochází z meteorického kráteru. Má teorii, že vzorek může být 250 000 let starý. Bear trvá na odchodu, ale ostatní se obávají, že infekce může napadnout vnější svět a rozšířit nákazu. Když požádají o vzorek stolice, Bear zaútočí na Muldera a snaží se utéct. Všimnou si, že se pod Bearovou kůží soci pohybuje, a když zemře, Scullyová odebere malého červa ze zadní strany krku. Skupina je ponechána bez pilota a poté co chtějí odletět, je jim řečeno, že je evakuace z důvodu špatného počasí nemožná.
Červ, kterého odstranili z Beara je ponechán ve sklenici. Dalšího červa dostanou z jedné z mrtvol. Mulder věří, že červi jsou mimozemského původu, a chce je nechat pří naživu. Scullyová se ale domnívá, že by měly být zničeni, aby se zabránilo infekci. Skupina si navzájem zkontroluje černé uzliny, ale nic nenajde. Mulder připomíná Scullyové, že psovi v průběhu času uzliny zmizely. Když Mulder najde Murphyho v mrazáku se zářezem na jeho krku, ostatní, včetně Scullyové věří, že se nakazil a zabil Murphyho. Mulder je zamčen ve skladové místnosti.
Meizím DaSilva pokazí test, díky čemu Scullyová zjistí, že jeden červ netoleruje společnost jiného. Když vyšetřovatelé vpraví jednoho červa do infikovaného psa, pes se uzdraví. I přes Scullové námitky se Hodge a DaSilva pokouší umístit dalšího červa do Muldera, ale nakonec si Hodge uvědomí, že nakaženým člověkem je DaSilva. On a Mulder zadrží DaSilva a posledního červa vpraví jí. DaSilva je držena v karanténě a ostatní jsou propuštěni. Mulder se chce vrátit na místo, ale bylo mu řečeno, že bylo zničeno neznámou vládní agenturou.